# Seven Femenino de Francia 2023
El Seven Femenino de Francia 2023 fue el séptimo y último torneo de la Serie Mundial Femenina de Rugby 7 2022-23.
Se disputó en la instalaciones del Estadio Ernest-Wallon.

## Formato
El torneo se disputa en un fin de semana, a lo largo de dos días. Participaran 12 equipos: los 11 de estatus permanente y otro invitado.
Se dividieron en tres grupos de cuatro equipos, donde cada uno de estos jugó un partido ante sus rivales de grupo. Cada victoria otorgó 3 puntos, cada empate 2 y cada derrota 1.
Los dos equipos con más puntos en cada grupo y los dos mejores terceros avanzaron a cuartos de final de la Copa de Oro. Los cuatro ganadores avanzaron a semifinales de la Copa de Oro, y los cuatro perdedores a semifinales del quinto puesto.
En tanto, los restantes cuatro equipos de la fase de grupos avanzaron a semifinales de la challenge trophy.

## Fase de grupos
|  | Avanzan a cuartos de final. |

### Grupo A
| Pos | Países         | Partidos | Partidos | Partidos | Tantos | Tantos | Tantos | Pts |
| Pos | Países         | G        | E        | P        | PF     | PC     | DP     | Pts |
| --- | -------------- | -------- | -------- | -------- | ------ | ------ | ------ | --- |
| 1   | Nueva Zelanda  | 3        | 0        | 0        | 109    | 19     | 90     | 9   |
| 2   | Estados Unidos | 2        | 0        | 1        | 69     | 50     | 19     | 7   |
| 3   | Canadá         | 1        | 0        | 2        | 61     | 61     | 0      | 5   |
| 4   | Polonia        | 0        | 0        | 3        | 7      | 116    | -109   | 3   |

| 12 de mayo | Canadá | 19 - 26 | Estados Unidos |  |  |

| 12 de mayo | Nueva Zelanda | 50 - 0 | Polonia |  |  |

| 12 de mayo | Canadá | 35 - 7 | Polonia |  |  |

| 12 de mayo | Nueva Zelanda | 31 - 12 | Estados Unidos |  |  |

| 13 de mayo | Estados Unidos | 31 - 0 | Polonia |  |  |

| 13 de mayo | Nueva Zelanda | 28 - 7 | Canadá |  |  |

### Grupo B
| Pos | Países    | Partidos | Partidos | Partidos | Tantos | Tantos | Tantos | Pts |
| Pos | Países    | G        | E        | P        | PF     | PC     | DP     | Pts |
| --- | --------- | -------- | -------- | -------- | ------ | ------ | ------ | --- |
| 1   | Australia | 2        | 0        | 1        | 97     | 31     | +66    | 7   |
| 2   | Francia   | 2        | 0        | 1        | 69     | 39     | +30    | 7   |
| 3   | Irlanda   | 2        | 0        | 1        | 75     | 47     | +28    | 7   |
| 4   | Brasil    | 0        | 0        | 3        | 7      | 131    | -124   | 0   |

| 12 de mayo | Francia | 7 - 27 | Irlanda |  |  |

| 12 de mayo | Australia | 52 - 0 | Brasil |  |  |

| 12 de mayo | Francia | 43 - 0 | Brasil |  |  |

| 12 de mayo | Australia | 33 - 12 | Irlanda |  |  |

| 13 de mayo | Irlanda | 36 - 7 | Brasil |  |  |

| 13 de mayo | Australia | 12 - 19 | Francia |  |  |

### Grupo C
| Pos | Países       | Partidos | Partidos | Partidos | Tantos | Tantos | Tantos | Pts |
| Pos | Países       | G        | E        | P        | PF     | PC     | DP     | Pts |
| --- | ------------ | -------- | -------- | -------- | ------ | ------ | ------ | --- |
| 1   | Fiyi         | 3        | 0        | 0        | 92     | 38     | 54     | 9   |
| 2   | Gran Bretaña | 2        | 0        | 1        | 69     | 43     | 26     | 7   |
| 3   | Japón        | 1        | 0        | 2        | 59     | 50     | 9      | 5   |
| 4   | España       | 0        | 0        | 3        | 24     | 113    | -89    | 3   |

| 12 de mayo | Gran Bretaña | 19 - 12 | Japón |  |  |

| 12 de mayo | Fiyi | 47 - 7 | España |  |  |

| 12 de mayo | Fiyi | 26 - 14 | Japón |  |  |

| 12 de mayo | Gran Bretaña | 33 - 12 | España |  |  |

| 13 de mayo | España | 5 - 33 | Japón |  |  |

| 13 de mayo | Gran Bretaña | 17 - 19 | Fiyi |  |  |

## Fase final

### Definición 9° puesto
|  | Semifinal | Semifinal | Semifinal |        |        | 9° puesto  | 9° puesto  | 9° puesto  |  |
|  |           |           |           |        |        |            |            |            |  |
|  |           |           |           |        |        |            |            |            |  |
|  | Canadá    | Canadá    | 26        |        |        |            |            |            |  |
|  | Canadá    | Canadá    | 26        |        |        |            |            |            |  |
|  | Brasil    | Brasil    | 17        |        |        |            |            |            |  |
|  | Brasil    | Brasil    | 17        |        | Canadá | Canadá     | 14         |            |  |
|  |           |           |           |        | Canadá | Canadá     | 14         |            |  |
|  |           |           | España    | España | 15     |            |            |            |  |
|  | España    | España    | España    | España | 15     | 41         |            |            |  |
|  | España    | España    |           |        |        | 41         |            |            |  |
|  | Polonia   | Polonia   | 7         |        |        | 11° puesto | 11° puesto | 11° puesto |  |
|  | Polonia   | Polonia   | 7         |        |        | 11° puesto | 11° puesto | 11° puesto |  |
|  |           |           |           |        |        |            |            |            |  |
|  |           |           |           |        |        | Brasil     | Brasil     | 7          |  |
|  |           |           |           |        |        | Brasil     | Brasil     | 7          |  |
|  |           |           |           |        |        | Polonia    | Polonia    | 19         |  |
|  |           |           |           |        |        | Polonia    | Polonia    | 19         |  |
|  |           |           |           |        |        |            |            |            |  |

### Definición 5° puesto
|  | Semifinal    | Semifinal    | Semifinal |       |         | 5° puesto    | 5° puesto    | 5° puesto |  |
|  |              |              |           |       |         |              |              |           |  |
|  |              |              |           |       |         |              |              |           |  |
|  | Irlanda      | Irlanda      | 10        |       |         |              |              |           |  |
|  | Irlanda      | Irlanda      | 10        |       |         |              |              |           |  |
|  | Fiyi         | Fiyi         | 5         |       |         |              |              |           |  |
|  | Fiyi         | Fiyi         | 5         |       | Irlanda | Irlanda      | 0            |           |  |
|  |              |              |           |       | Irlanda | Irlanda      | 0            |           |  |
|  |              |              | Japón     | Japón | 14      |              |              |           |  |
|  | Gran Bretaña | Gran Bretaña | Japón     | Japón | 14      | 5            |              |           |  |
|  | Gran Bretaña | Gran Bretaña |           |       |         | 5            |              |           |  |
|  | Japón        | Japón        | 14        |       |         | 7° puesto    | 7° puesto    | 7° puesto |  |
|  | Japón        | Japón        | 14        |       |         | 7° puesto    | 7° puesto    | 7° puesto |  |
|  |              |              |           |       |         |              |              |           |  |
|  |              |              |           |       |         | Fiyi         | Fiyi         | 17        |  |
|  |              |              |           |       |         | Fiyi         | Fiyi         | 17        |  |
|  |              |              |           |       |         | Gran Bretaña | Gran Bretaña | 22        |  |
|  |              |              |           |       |         | Gran Bretaña | Gran Bretaña | 22        |  |
|  |              |              |           |       |         |              |              |           |  |

### Copa de oro
|  | Cuartos de final | Cuartos de final | Cuartos de final |                |           | Semifinales | Semifinales | Semifinales |           |                | Copa           | Copa         | Copa |  |
|  |                  |                  |                  |                |           |             |             |             |           |                |                |              |      |  |
|  |                  |                  |                  |                |           |             |             |             |           |                |                |              |      |  |
|  | Australia        | Australia        | 17               |                |           |             |             |             |           |                |                |              |      |  |
|  | Australia        | Australia        | 17               |                |           |             |             |             |           |                |                |              |      |  |
|  | Irlanda          | Irlanda          | 7                |                |           |             |             |             |           |                |                |              |      |  |
|  | Irlanda          | Irlanda          | 7                |                | Australia | Australia   | 7           |             |           |                |                |              |      |  |
|  |                  |                  |                  |                | Australia | Australia   | 7           |             |           |                |                |              |      |  |
|  |                  |                  | Estados Unidos   | Estados Unidos | 10        |             |             |             |           |                |                |              |      |  |
|  | Fiyi             | Fiyi             | Estados Unidos   | Estados Unidos | 10        | 17          |             |             |           |                |                |              |      |  |
|  | Fiyi             | Fiyi             |                  |                |           |             |             |             |           |                |                |              |      |  |
|  | Estados Unidos   | Estados Unidos   | 22               |                |           |             |             |             |           |                |                |              |      |  |
|  | Estados Unidos   | Estados Unidos   | 22               |                |           |             |             |             |           | Estados Unidos | Estados Unidos | 14           |      |  |
|  |                  |                  |                  |                |           |             |             |             |           | Estados Unidos | Estados Unidos | 14           |      |  |
|  |                  |                  | Nueva Zelanda    | Nueva Zelanda  | 19        |             |             |             |           |                |                |              |      |  |
|  | Francia          | Francia          | Nueva Zelanda    | Nueva Zelanda  | 19        | 28          |             |             |           |                |                |              |      |  |
|  | Francia          | Francia          |                  |                |           |             |             |             |           |                |                |              |      |  |
|  | Gran Bretaña     | Gran Bretaña     | 10               |                |           |             |             |             |           |                |                |              |      |  |
|  | Gran Bretaña     | Gran Bretaña     | 10               |                | Francia   | Francia     | 7           |             |           | Tercer lugar   | Tercer lugar   | Tercer lugar |      |  |
|  |                  |                  |                  |                | Francia   | Francia     | 7           |             |           | Tercer lugar   | Tercer lugar   | Tercer lugar |      |  |
|  |                  |                  | Nueva Zelanda    | Nueva Zelanda  | 31        |             |             |             |           |                |                |              |      |  |
|  | Nueva Zelanda    | Nueva Zelanda    | Nueva Zelanda    | Nueva Zelanda  | 31        | 29          |             |             | Australia | Australia      | 33             |              |      |  |
|  | Nueva Zelanda    | Nueva Zelanda    |                  |                |           |             |             |             | Australia | Australia      | 33             |              |      |  |
|  | Japón            | Japón            | 7                |                |           |             |             |             |           |                | Francia        | Francia      | 7    |  |
|  | Japón            | Japón            | 7                |                |           |             |             |             |           |                | Francia        | Francia      | 7    |  |
|  |                  |                  |                  |                |           |             |             |             |           |                |                |              |      |  |

| Bandera de Nueva Zelanda |
| Campeón Nueva Zelanda    |
| 6º título del circuito   |